# Золотий жук (кінопремія)
«Золотий жук» (швед. Guldbaggen, англ. Gold scarab) — офіційна національна  кінонагорода Швеції. Вручається з 1964 року Шведським інститутом кінематографії за видатний внесок у шведський кінематограф за минулий рік на щорічній церемонії в січні.
Церемонія нагородження вперше була показана на телебаченні у 1981 році на каналі SVT2 і відтоді транслюється щороку на SVT1, SVT2 або каналі TV4.

## Історія та опис
Перше нагородження премією «Золотий жук» відбулося 25 вересня 1964 року в Гранд-готелі у Стокгольмі. Того року нагороду було вручено у трьох категоріях:
- Найкращий режисер — Інгмар Бергман за фільм Мовчання[2][3]
- Найкраща акторка — Інгрід Тулін за роль у тому ж фільмі[2][3]
- Найкращий актор — Кеве Ельм за роль у фільмі Воронячий квартал[2].

До 1983 року церемонії проходили восени, коли нагородження відбувалося за період до червня-липня минулого року. З 1985 року церемонії відбуваються щороку у січні за досягнення усього календарного року. Протягом перших 19 церемоній при визначенні номінантів на премію враховувалися кінороботи за попередні два роки. Так, наприклад, друга церемонія нагородження відбулася 15 жовтня 1965 року і включала фільми, створені в період з липня 1964 року по червень 1965. Починаючи з 20-ї церемонії нагородження, що відбулася у 1985 році, обчислюючий кваліфікаційний період охоплює весь календарний рік, з 1 січня по 31 грудня.
До 1991 року для вручення нагороди не оголошували номінантів, тільки переможців. З 1991 року Шведським інститутом кіно була введена система трьох номінацій в усіх оцінювальних категоріях.

## Приз

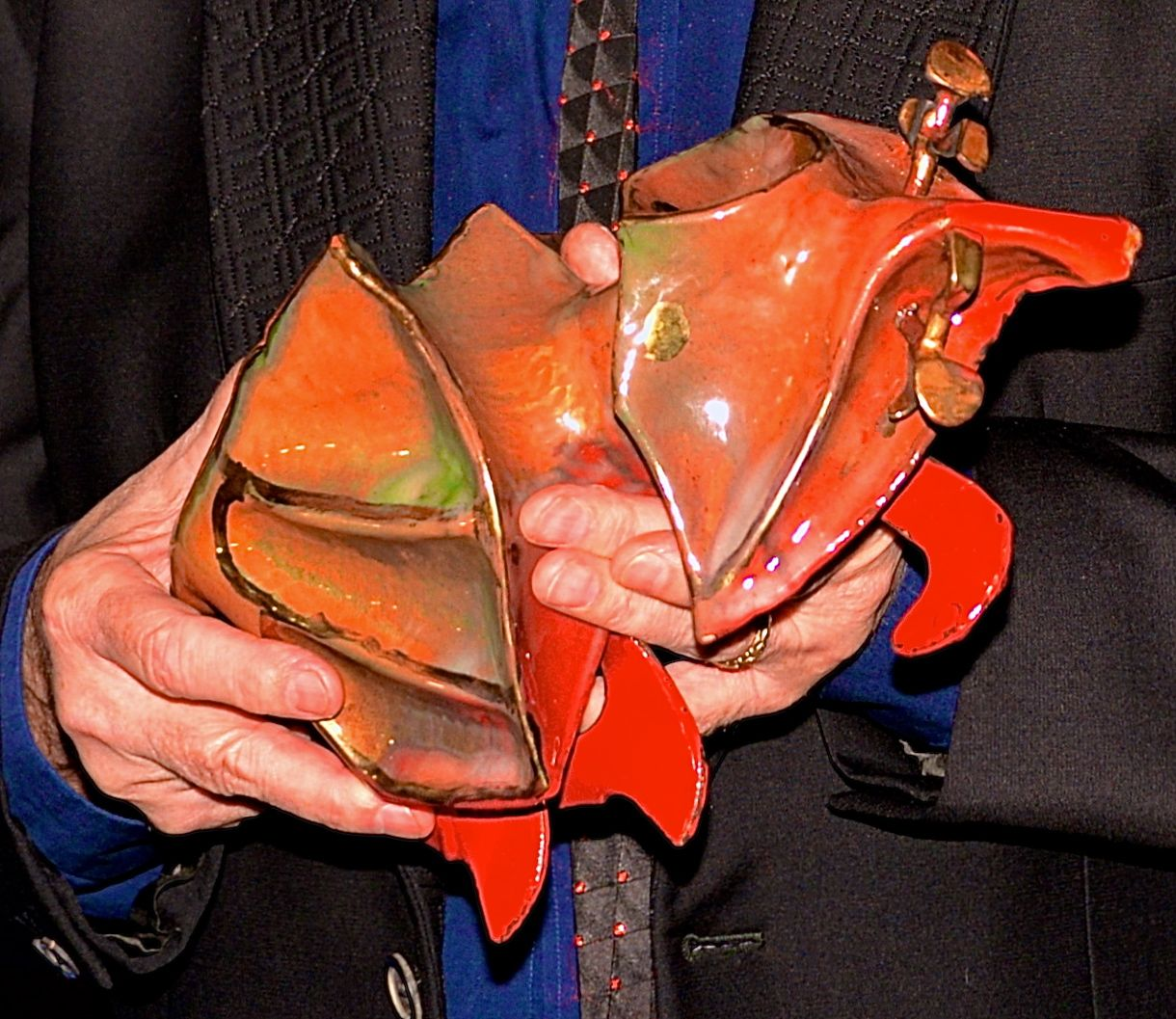
Бенні Андерссон зі статуеткою «Золотого жука», 2013

### Дизайн
Приз є статуеткою у формі жука, виконаною з міді, позолоченою і покритою емаллю, вагою 1,2 кг. Статуетка виготовлена за ескізом шведського художника Карла Акселя Персона. Ім'я переможця в номінації наноситься на табличку і приклеюється на основу призу. Наступний текст викарбувано під черевцем кожного жука: «Золотий жук: комічне, трагічне, дивне, видатне — як контрасти багатого світу кіно. Його мерехтливий політ — діючий діафільм». Усі жуки подібні і водночас різні й унікальні твори мистецтва.

### Етимологія
Слово Guldbagge перекладається зі шведської, як Бронзівка золотиста (лат. Cetonia aurata, англ. Rose chafer). Свою назву премія також могла отримати від гри слів: шведського skalbagge (жук), із заміною кореня skal (раковина) на корінь guld (золото), що в результаті і могло дати премії назву «Золотий Жук».

## Категорії
| Категорії                        | Назва мовою оригіналу (швед.) | З якого року |
| -------------------------------- | ----------------------------- | ------------ |
| Найкращий фільм                  | Bästa film                    | 1964         |
| Найкращий режисер                | Bästa regi                    | 1964         |
| Найкращий сценарій               | Bästa manuskript              | 1990         |
| Найкраща чоловіча роль           | Bästa manliga huvudroll       | 1964         |
| Найкраща жіноча роль             | Bästa kvinnliga huvudroll     | 1964         |
| Найкращий актор другого плану    | Bästa manliga biroll          | 1996         |
| Найкраща акторка другого плану   | Bästa kvinnliga biroll        | 1996         |
| Найкраща операторська робота     | Bästa foto                    | 1989         |
| Найкращий монтаж                 | Bästa klippning               | 2012         |
| Найкращий дизайн костюмів        | Bästa kostym                  | 2012         |
| Найкращий звук                   | Bästa ljud/ljuddesign         | 2012         |
| Найкращий грим                   | Bästa mask/smink              | 2012         |
| Найкраща оригінальна музика      | Bästa originalmusik           | 2012         |
| Найкраща сценографія             | Bästa scenografi              | 2012         |
| Найкращі візуальні ефекти        | Bästa visuella effekter       | 2012         |
| Найкращий документальний фільм   | Bästa dokumentärfilm          | 2001         |
| Найкращий короткометражний фільм | Bästa kortfilm                | 1996         |
| Найкращий іноземний фільм        | Bästa utländska film          | 1988         |
| Почесний «Золотий жук»           | Hedersguldbaggen              | 2001         |
| Новачок року                     | Årets nykomling               | 2016         |

### Скасовані категорії
- Нагорода за особливі досягнення (1964—1987)
- Нагорода за творчі досягнення (1988—1999)
- Найкращі досягнення у монтажі, сценографії, костюмах, макіяжі, спецефектах і анімації (2000—2006)
- Найкращі досягнення звуку, компіляції та композиції (2000—2006)

## Спеціальні категорії

### Чинні категорії
- Нагорода за життєві досягнення (з 2001)[8]
- Gullspira (з 2006, за особистий внесок у створення дитячих фільмів)[8]
- Приз глядацьких симпатій (2007—2001 та з 2013-го)[8].

### Скасовані категорії
- Приз імені Інгмара Бергмана (1978—2007)